# 格蘭特鎮區 (堪薩斯州林肯縣)
格蘭特鎮區（英語：Grant Township）為美國堪薩斯州林肯縣轄下的鎮區。2010年美国人口普查中此鎮區人口有71人。

## 地理
格蘭特鎮區涵蓋總面積為94.0平方（36.29平方英里），其中陸地面積為94.0平方（36.28平方英里），水域面積為0.026平方（0.01平方英里）或0.03%。海拔高度432（1,417英尺）。

## 人口統計
根據2010年美國人口普查，格蘭特鎮區人口有71人，其中男性有35人，女性有36人，人口密度為每平方公里0.76人，住房計33戶。鎮區內的白人有70人，非裔美國人有0人，美洲原住民有0人，亞裔美國人有0人，太平洋島裔美國人有0人，其他種族有1人，混血種族則有0人。此外鎮區內有1人為西班牙裔或拉丁裔美國人。此鎮區之年齡中位數為45.8歲，而男性年齡中位數為45.5歲，女性年齡中位數為48.3歲。

## 交通

### 主要公路
- 18號堪薩斯州州道